# Rohullah Nikpai
Rohullah Nikpai (1987. június 15. –) olimpiai bronzérmes afgán taekwondós.
Nikpai Kabulban kezdett el el sportolni 10 éves korában. Az afganisztáni véres események alatt egy iráni menekülttáborban élt. Rövidesen tagja lett az afgán menekültek taekwondo csapatának. 2004-ben tért vissza Kabulba és itt folytatta edzéseit. A 2006-os Dohában rendezett Ázsiai játékokon légsúlyban a 16 között esett ki.
Nikpai az 58 kilogrammban szerepelt a 2008. évi nyári olimpiai játékokon. A kétszeres világbajnok Juan Antonio Ramost legyőzve bronzérmet nyert. Ezzel Afganisztán első olimpiai érmét szerezte. Hazája ezért egy házzal jutalmazta.
2011-ben vb-bronzérmes lett. 2012-ben a londoni olimpián ismét bronzérmes lett.